# Robert von Puttkamer
Robert Viktor von Puttkamer (né le 5 mai 1828 à Francfort-sur-l'Oder - mort le 15 mars 1900 à Karzin, arrondissement de Stolp) est un homme politique prussien.

## Origine
Son père Eugen von Puttkamer est chef de la police à Berlin de 1839 à 1847 et haut président de la province de Posnanie de 1851 à 1860. Sa mère Emilie (1803-1852) est née de Zitzewitz. Ses frères et sœurs font également carrière dans l'État prussien: Richard devient administrateur de district, Bernhard devient un homme politique et Jesco devient président de district. Sa sœur Johanna devient la femme de Bismarck.

## Biographie
Il étudie le droit à Heidelberg, Genève et Berlin. Après avoir terminé ses études en 1854, il entre dans la fonction publique. De 1860 à 1866, il est administrateur dans l'arrondissement de Demmin. Dans cette fonction, il gagne la confiance personnelle d'Otto von Bismarck, qui le nomme maître de conférences à la chancellerie fédérale nouvellement créée en 1866, avant de devenir président du district de Gumbinnen en 1871. En 1874, il devient président de district de Lorraine de l'Alsace-Lorraine.
De 1873 à 1891, Puttkamer est membre du Reichstag pour la 7e circonscription de Gumbinnen, où il rejoint les conservateurs allemands.
En 1877, Puttkamer prend la fonction de haut président de la province de Silésie. Le 14 juillet 1879, il devient ministre prussien de l'Éducation. Dans cette fonction, il contribue à désamorcer la guerre culturelle entre l'empire et l'Église catholique. Entre les deux conférences orthographiques allemandes de 1876 et 1901, par décret du 21 janvier 1880, il introduit «l' orthographe allemande simplifiée» dans les écoles de Prusse. Le 18 juin 1881, Puttkamer est nommé ministre de l'Intérieur et le 11 octobre 1881, vice-président du ministère d'État prussien (de). Dans ces fonctions, il essaie surtout de retirer les fonctionnaires libéraux de la fonction publique et de les remplacer par des fonctionnaires conservateurs. De plus, il applique strictement appliqué les lois antisocialistes, ce qui lui vaut l'opposition des forces de gauche et libérales surtout par son «décret de grève» du 11 avril 1886.
Le roi Frédéric III le révoque le 8 juin 1888. Puttkamer devient alors chanoine de Mersebourg et à partir de 1889 membre de la chambre des seigneurs de Prusse. En 1891, le roi Guillaume II le rappelle à la fonction publique comme haut président de la province de Poméranie ; Puttkamer occupe ce poste jusqu'en 1899.
Robert von Puttkamer est l'arrière-grand-père du politologue et écrivain Christian von Krockow.

## Famille
Il épouse sa cousine Ida von Puttkamer (1830–1920) à Posen en 1854, fille de l'administrateur des arrondissements de Czarnikau et de Samter, Albert von Puttkamer (1797–1861) et de sa femme Auguste von Pape (1795-1834). Le couple a cinq fils et 2 filles, dont l'un est décédé prématurément:
- Jesko Albert Eugen (1855-1917), gouverneur du Cameroun marié en 1914 avec Elisabeth Passow
- Wilhelm (1857-1895), officier prussien
- Bernhard (1858-1941), chef de la police de Kiel et Stettin marié en 1886 avec Magarethe Johanna Karoline Elisabeth von Puttkamer (née le 21 janvier 1863)
- Albert August Wilhelm (de) (1861-1931), président du district de Colmar de 1906 à 1917, marié avec Magarethe Elisabeth Marie von Eickstedt-Peterswald (née le 23 août 1872)
- Maximilian Albert August (1865-1920), Herr auf Klein-Machmin, administrateur de district prussien marié en 1900 avec Raisin von Wessely (née en 1883)
- Hedwig Karoline Eva Maria (1869-1923) mariée avec Oskar von Chelius (1859-1923), lieutenant général prussien